# Dream Cruises
Dream Cruises è una compagnia di navigazione con sede ad Hong Kong, dedicata all'attività crocieristica di proprietà della Genting Hong Kong Limited.

## Flotta
La sua flotta, comprendente un totale di 3 navi in servizio, è composta da:
| Nave           | Immagine | Classe | Bandiera | Stazza (t.s.l.) | Lunghezza (m) | Ponti | Capienza massima | Anno | Cantiere | Note                                                                       |
| -------------- | -------- | ------ | -------- | --------------- | ------------- | ----- | ---------------- | ---- | -------- | -------------------------------------------------------------------------- |
| Genting Dream  |          |        |          | 150,695         | 335,3         |       | 3348             | 2016 |          |                                                                            |
| Explorer Dream |          | Leo    |          | 75,338          | 268,6         |       | 2800             | 1999 |          | Precedentemente varato come SuperStar Virgo per la compagnia Star Cruises. |

Global Dream + sister ship